# Johnny Pearson
John Valmore Pearson beter bekend als Johnny Pearson (Chesterfield, 18 juni 1925 – onbekend, 20 maart 2011) was een Brits componist, pianist en orkestleider.
Pearson is het meest bekend met zijn melodieën "Sleepy Shores" (van de televisieserie Owen, M.D.) en de muziek van Sil de Strandjutter. Ook schreef hij het nummer "Autumn Reverie" (ofwel "Heather" gecoverd door The Carpenters) dat meer bekendheid kreeg als achtergrondmuziek in 'De plaat en zijn verhaal' als muziek-item in de Nederlandse Top 40 op Radio Veronica.
Hij was zestien jaar orkestleider voor het televisieprogramma Top of the Pops en oprichter van Sounds Orchestral. Ook schreef hij muziek voor films en televisieseries waaronder All Creatures Great and Small en bracht hij tientallen albums uit. Het nummer "Sleepy Shores" werd ook gebruikt in de reclame van Douwe Egberts. De nummers "Flying Dustman" en "Bassoonery" van het album "Candid Camera" werd gebruikt voor de serie, Samson en Gert.   
Tot aan zijn dood woonde hij in Croydon (Addington Hills). Pearson overleed op 20 maart 2011, ergens in het Verenigd Koninkrijk.

## Discografie

### Albums
- 1962: The Soul of Souls Orchestral
- 1966: Original Application of the Augmened String Quartet
- 1966: A Distincive Approach
- 1968: Underscore
- 1969: Children and Animation
- 1970: Viva Stereo 70!
- 1970: Speed and Excitement
- 1970: Sounds Extravaganza
- 1971: Accent on Percussion / Construction in Jazz
- 1972: Sleepy Shores
- 1972: Harpsichord Old and New
- 1972: Pearson in Person
- 1973: Touch in the Morning
- 1974: Morning Has Broken
- 1975: At the Piano
- 1975: Orchestral Theme Suites
- 1976: Sil de Strandjutter
- 1976: Films Inolvidables
- 1976: Rodrigo's Guiter Concerto
- 1976: Feelings
- 1977: If You Leave Me Now
- 1977: Misty Sunset
- 1978: Impressive Scenes
- 1978: All Creatures Great and Small
- 1978: Great Expectations
- 1979: Bright Eyes
- 1981: I Remember That Summer
- 1981: Cottage Industry / Safari Rally
- 1981: Soap Opera
- 1981: One Day in Your Life
- 1982: Expanding Horizons
- 1982: The Magic of Life
- 1985: Top of the Range
- 1987: Classics
- 1987: Entertainment 3 - Candid Camera
- 1988: Piano and Orchestra
- 1988: Piano and Orchestra

### Singles
| Single met eventuele hitnotering(en) in de Nederlandse Top 40 | Datum van verschijnen | Datum van binnenkomst | Hoogste positie | Aantal weken | Opmerkingen                                                |
| ------------------------------------------------------------- | --------------------- | --------------------- | --------------- | ------------ | ---------------------------------------------------------- |
| Sleepy Shores                                                 | 1972                  | 12-02-1972            | 17              | 6            | Als Johnny Pearson Orchestra / Nr. 15 in de Single Top 100 |

## Filmografie

### Films
- 1967: The Jokers
- 1969: The Spy Killer
- 1969: Four on the Floor
- 1970: Foreign Exchange

### Televisieseries
- 1957: Captain Pugwash
- 1964: Baxter On...
- 1966-1967: The Rat Catchers
- 1968: Spider-Man
- 1969: Mary Mungo & Midge
- 1970: Mont-Joye
- 1971-1972: Owen, M.D.
- 1972: Turnbull's Finest Half-Hour
- 1973: 'Superstars
- 1976: Sil de Strandjutter
- 1977: Devenish
- 1978-1990: All Creatures Great and Small
- 1979: House of Caradus
- 1981-1983: Triangle
- 1985: Maelstrom
- 1988-1991: Singles

- Biblioteca Nacional de España: XX1063307
- Bibliothèque nationale de France: cb142146048 (data)
- International Standard Name Identifier: 0000 0001 1873 7738
- Library of Congress Control Number: no99007838
- Nationale Bibliotheek van Letland: 000075038
- MusicBrainz: 3f107c41-0c08-44dc-b2a6-5ad7bc4e8fd6
- Nederlandse Thesaurus van Auteursnamen: 100262902
- Virtual International Authority File: 21826863
- WorldCat: E39PBJxxd8ctqryYGYGXJpdvpP